# Lophodermella montivaga
Lophodermella montivaga är en svampart som beskrevs av Petr. 1922. Lophodermella montivaga ingår i släktet Lophodermella och familjen Rhytismataceae.   Inga underarter finns listade i Catalogue of Life.